# Lenguas iwam
Las lenguas iwam son una pequeña familia de lenguas papúes de dos lenguas claramente emparentadas:
el iwam del río May, el iwam del río Sepik y el amal.
Usualmente se considera que esta pequeña familia está relacionada con otras lenguas del Sepik, que se hablan también en el norte de Papúa Nueva Guinea. Malcolm Ross clasifica estas lenguas dentro del subgrupo del Alto Sepik.